# Capo d'Aguilar
Capo d'Aguilar o Hok Tsui è un capo a sud di Shek O, Hong Kong. Gli è stato dato il nome del generale britannico George Charles D'Aguilar.
Ci sono due isole piccole presso il capo, chiamate Kau Pei Chau (狗髀洲S).
C'è un faro sul capo, che è il maggiore ad Hong Kong e ne è anche un monumento dichiarato.